# Satarupa
Satarupa es un género de lepidópteros ditrisios de la subfamilia Pyrginae  dentro de la familia Hesperiidae.

## Especies
- Satarupa formosibia
- Satarupa gopala
- Satarupa monbeigi
- Satarupa nymphalis
- Satarupa splendens